# Il ritorno di Scarecrow
Il ritorno di Scarecrow (Scarecrow Gone Wild) è un film del 2004 diretto da Brian Katkin. Il film è il sequel di Scarecrow del 2002 di Emmanuel Itier e Caccia a Scarecrow del 2003 diretto da David Michael Latt.